# Dabbs Greer
Robert William „Dabbs“ Greer (* 2. April 1917 in Fairview, Missouri; † 28. April 2007 in Pasadena, Kalifornien)  war ein US-amerikanischer Schauspieler.

## Leben
Greer wurde 1917 als Sohn eines Apothekers und einer Sprachlehrerin geboren. Zwischen 1943 und 1951 unterrichtete er das Fach Drama an einer Theaterschule, die zum Pasadena Playhouse in Kalifornien gehörte. Mit Beginn der 1950er Jahre trieb Greer seine Schauspielkarriere voran und trat in vielen Filmen und Fernsehserien auf, wodurch er zu einem der gefragtesten Charakterdarsteller Hollywoods wurde. In der von 1952 bis 1958 laufenden Serie Adventures of Superman war er in der ersten Folge die erste Person, die von dem Superhelden gerettet wurde.
Seine größten Erfolge feierte er mit den Serien Rauchende Colts (als Wilbur Jonas), Unsere kleine Farm (als Reverend Robert Alden) und Picket Fences – Tatort Gartenzaun (als Reverend Henry Novotny). Im Kino wirkte Greer in fast 100 Filmen, nicht selten in Western, mit. Zuletzt spielte er 1999 im Film The Green Mile den alten Paul Edgecomb. Danach folgten bis einschließlich 2003 Auftritte in verschiedenen Fernsehserien.

## Filmografie (Auswahl)
- 1949: Guillotine (Reign of Terror)
- 1950: In der Hölle von Missouri (California Passage)
- 1951: Die Mündung vor Augen (Under the Gun)
- 1951: Anwalt des Verbrechens (The Unknown Man)
- 1951: Ein Wochenende mit Papa (Week-End with Father)
- 1952: The Lone Ranger (Fernsehserie)
- 1952: Die letzte Entscheidung (Above and Beyond)
- 1952: Vater werden ist nicht schwer (Room for One More)
- 1952: Der rote Engel (Scarlet Angel)
- 1952: Aus Liebe zu Dir (Because of You)
- 1953: Ärger auf der ganzen Linie (Trouble Along the Way)
- 1953: Das Kabinett des Professor Bondi (House of Wax)
- 1953: Eine Leiche auf Rezept (Remains to bei Seen)
- 1954: Der Rächer von Montana (Bitter Creek)
- 1954: Terror in Block 11 (Riot in Cell Block 11)
- 1954: Rose Marie
- 1954: Der graue Reiter (The Desperado)
- 1954: Hölle 36 (Private Hell 36)
- 1954, 1965: Lassie (Fernsehserie, 3 Folgen)
- 1955: Vater ist der Beste (Father Knows Best, Fernsehserie, Folge: Vater, der Zeitungsjunge)
- 1955: Sieben Reiter der Rache (Seven Angry Men)
- 1955: Wolkenstürmer (The McConnell Story)
- 1956: Hot Rod Girl
- 1956: Die Dämonischen (Invasion of the Body Snatchers)
- 1956–1974: Rauchende Colts (Gunsmoke, Fernsehserie, 43 Folgen)
- 1957: Fury (Fernsehserie, Folge Mein Pferd Ajax)
- 1957: Immer bei Anbruch der Nacht (The Vampire)
- 1957: Die Attacke am Rio Morte (Pawnee)
- 1957: Mein Mann Gottfried (My Man Godfrey)
- 1958: It! The Terror from Beyond Space
- 1958: Laßt mich leben (I Want to Live!)
- 1958, 1959: Josh/Der Kopfgeldjäger (Wanted: Dead Or Alive, Fernsehserie, 3 Folgen)
- 1958–1966: Perry Mason (Fernsehserie, 8 Folgen)
- 1959: Der Mann aus Arizona (Edge of Eternity)
- 1959: Tag der Gesetzlosen (Day of the Outlaw)
- 1959: Law of the Plainsman (Fernsehserie, Folge The Hostiles)
- 1959, 1960: Black Saddle (Fernsehserie, Folgen Client: Banks und The Killer)
- 1959–1961: Westlich von Santa Fé (The Rifleman, Westernserie, 8 Folgen)
- 1960–1962: Am Fuß der blauen Berge (Laramie, Westernserie, 3 Folgen)
- 1961–1962: Kein Fall für FBI (The Detectives, Fernsehserie, 4 Folgen)
- 1961–1964: Tausend Meilen Staub (Rawhide, Westernserie, 3 Folgen)
- 1961–1971: Bonanza (Fernsehserie, 8 Folgen)
- 1963–1967: Auf der Flucht (The Fugitive, Fernsehserie, 6 Folgen)
- 1964: König der heißen Rhythmen (Roustabout)
- 1965, 1967: Die Leute von der Shiloh Ranch (The Virginian, Westernserie, Folgen Recht oder Terror und Der alte Rächer)
- 1965: Der Mann vom großen Fluß (Shenandoah)
- 1966–1973: FBI (Fernsehserie, 10 Folgen)
- 1967: Big Valley (Westernserie, Folge 3.13 Eine hundsgemeine Geschichte)
- 1967–1969: Mannix (Krimiserie, 3 Folgen)
- 1968: Verrückter wilder Westen (Wild Wild West)
- 1969–1973: Der Chef (Ironside, Krimiserie, 3 Folgen)
- 1970: Geschossen wird ab Mitternacht (The Cheyenne Social Club)
- 1972: Die Rache ist mein (Rage)
- 1973: Der Tiger hetzt die Meute (White Lightning)
- 1973: Barnaby Jones (Fernsehserie, 1 Folge)
- 1974–1983: Unsere kleine Farm (Little House on the Prairie, Fernsehserie, 76 Folgen)
- 1983: Unsere kleine Farm – Alberts Wille (Little House: Look Back to Yesterday, Fernsehfilm)
- 1984: Unsere kleine Farm – Das Ende von Walnut Grove (Little House: The Last Farewell, Fernsehfilm)
- 1992–1996: Picket Fences – Tatort Gartenzaun (Picket Fences, Fernsehserie, 20 Folgen)
- 1997: Con Air  (Gastauftritt)
- 1999: The Green Mile
- 2000: Chaos City (Spin City, Sitcom, Folge 102 Keep Smiling)
- 2001: Diagnose: Mord (Diagnosis Murder, Krimiserie, 2 Folgen)
- 2001–2002: Meine Familie – Echt peinlich (Maybe It’s Me, Fernsehserie, 14 Folgen)
- 2003: Lizzie McGuire (Sitcom, Folge 1.26 Mein Freund Larry)